# Burian I. z Gutštejna
Burian I. z Gutštejna a na Nečtinách (okolo 1400 – 1462) byl český šlechtic, zemský hejtman a válečník z rodu pánů z Gutštejna. Účastnil se bojů husitských válek proti husitům, posléze pak válek během pohusitského interregia. Vlastnil a rozšiřoval rodová panství v severozápadních Čechách a byl otcem vysokého zemského úředníka Buriana II. z Gutštejna.

## Životopis

### Mládí
Pocházel ze starého českého šlechtického rodu pánů z Gutštejna. Byl synem Jetřicha II. a měl bratra Jana, se kterým po otcově smrti zdědili rodový majetek.

### Husitské války
Se svým bratrem Janem Burian vystupoval od začátku husitských na katolické straně císaře Zikmunda. Společně drželi panství některých západočeských klášterů, například Chotěšova nebo Žebnice. Gutštejn měli zpočátku v nedílu. Roku 1422 hrad oblehlo vojsko Jana Žižky, ale dobýt se mu jej nepodařilo. Podle Miloslava Bělohlávka hrad ale dobyt byl. V roce 1426 zapsal oběma bratřím Zikmund Lucemburský Podbořany a několik okolních vesnic. Burian a Jan byli později zapojeni do plzeňského landfrýdu, spolku šlechtické katolické domobrany střežící rozsáhlý prostor panství zasahující oblast západních, jihozápadních a severozápadních Čech. V řadách landfrýdu se také 30. května 1434 společně zúčastnili zásadní husitské porážky u Lipan. Při návratu zpět do severozápadních Čech byli patrně s oddíly landfrýdu též 9. června účastnil bitvy u Řevničova při střetu s žatecko-lounským svazem vedeným Jakoubkem z Vřesové. Burian se zúčastnil i dalších vojenských zákroků proti husitům. Roku 1438 se mu podařilo zajmout významného husitského duchovního Petra Payna, kterého propustil až roku 1440.

### Pohusitské interregium a vláda Jiřího zPoděbrad

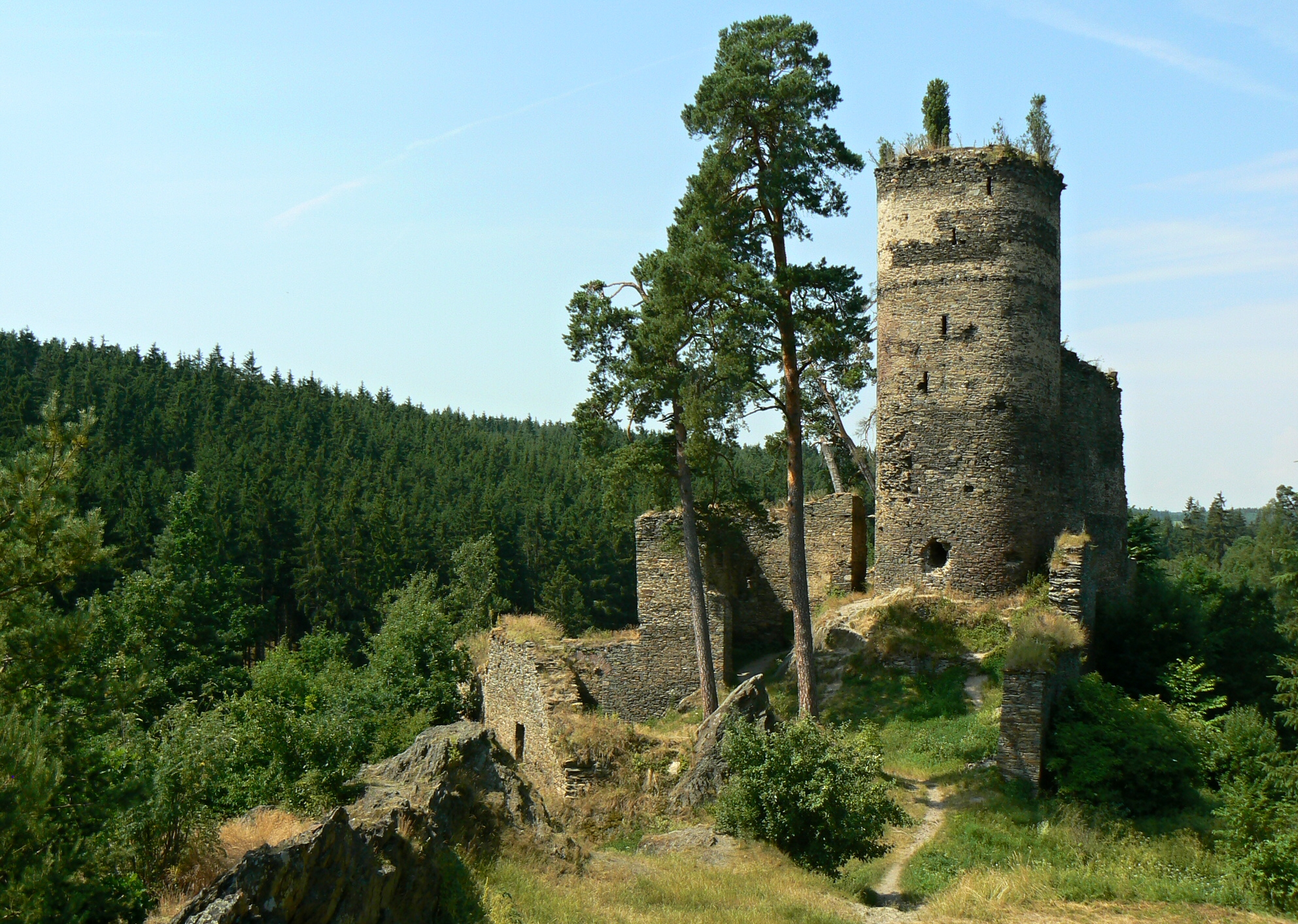
Hrad Gutštejn

V době pohusitského interregna podporoval českým sněmem zvoleného českého krále Jiřího z Poděbrad. Před rokem 1441 získal od Zbyňka z Kočova hrad Preitenstein, a přestože mu patřily hrady Bělá a Rabštejn, přenesl Burian rodové sídlo na hrad Preitenstein a začal se psát seděním na Nečtinách. Od roku 1433 také spravoval rabštejnské panství, které po otci zdědil Jan Calta z Kamenné Hory a v letech 1446–1447 pak spolu o vydání dědictví vedli spor.
Roku 1448 se stal členem Poděbradské jednoty, uskupení kolem Jiřího z Poděbrad, a zapojil se do bojů proti opoziční skupině Jednoty strakonické, organizované především Oldřichem II. z Rožmberka. Na jaře 1450 zajali Burianovi ozbrojenci rožmberského posla, obsah listů měl pak usvědčit Strakonickou jednotu o vyjednávání podpory pro vpád vojsk ze zahraničí a Burian se patrně sám zúčastnil klíčové bitvy u Rokycan, kde byla Strakonická jednota rozehnána a posléze donucena ke smíru.

### Úmrtí
Burian zemřel roku 1462, patrně na některém ze svých hradů. Byl pohřben v klášteře v Teplé.

### Rodina
Se svou manželkou manželkou měli jednu dceru a jednoho syna, kteří se dožili dospělosti. Prvorozená Kateřina byla provdána za Viléma staršího Švihovského z Rýzmberka, majitele sousedních panství a Burianova spolubojovníka z husitských válek. Burian II. se stal dědicem rodinných majetků. Posléze zastával funkce mistra královské komory a nejvyššího komorníka Království českého na dvoře krále Vladislava Jagellonského.
- Dva z jeho pěti vnuků, synů Buriana II., rod rozdělili do dvou větví a všichni prosluli i za hranicemi jako výtržníci. Dědic rodu Burian III. zemřel okolo roku 1494. Kryštof z Gutštejna páchal násilí na sousedních Šlicích, roku 1509 na něj povolali zemskou hotovost a musel vydat hrady Točník, Žebrák, Rabštejn, Sychrov a Příbram.
- Burianův pravnuk Albrecht v období 1534–1542 pracoval jako nejvyšší mincmistr Království českého, stal se poručníkem Rožmberků, získal Kolín, Mělník, Poděbrady, Žirovnici a částečně zasloužil se splavnění Vltavy. Sepsal teologický spis. Albrechtův syn Kryštof zdědil povahu po svých dědech, vynikal svou neurvalostí, nakonec jej zbili vlastní poddaní.